# Kreutzer Sonata
Kreutzer Sonata è un film muto del 1915 diretto da Herbert Brenon e interpretato da Nance O'Neil, Theda Bara e Henry Bergman. È tratto dal lavoro teatrale di Jacob Gordin, andato in scena a New York nel 1906, ispirato alla lontana al romanzo Sonata a Kreutzer di Lev Tolstoj.
Attualmente, il film è considerato perduto.

## Trama
Miriam Friedlander, figlia di un ebreo ortodosso, si innamora di un capitano dell'esercito, il conte Belusoff. I due non possono sposarsi perché in Russia bisogna avere il consenso dei genitori e il conte Belusoff padre non vuole che il figlio sposi un'ebrea: il giovane, allora, si suicida.
Miriam deve confessare a suo padre di essere incinta. Frielander convince Gregor Randar, il presuntuoso e viziato figlio di un direttore d'orchestra, a sposare Miriam. I due si recano a New York, dove nasce il bambino.
I Frielander si trasferiscono nel Connecticut dove comprano una fattoria. Ma Celia, la figlia più giovane di Frielander, scappa per raggiungere la sorella.
Gregor corteggia la bella cognata e va a finire che litiga con la moglie, picchiando anche il bambino.
L'uomo consuma il tradimento nei riguardi della moglie e Celia resta incinta di lui. Per partorire, si reca nel West. Il bambino che nascerà, verrà messo in un orfanotrofio.
Quando Miriam ha le prove del tradimento, diventa pazza di rabbia e uccide sia il marito che la sorella. Poi commette suicidio.

### Il romanzo di Tolstoj
Il romanzo di Tolstoj racconta come l'esecuzione a due della Sonata a Kreutzer di Ludwig Van Beethoven da parte di un violinista e di una signora della buona borghesia, metta in sospetto il marito di questa. Una sera, dopo aver ricevuto una lettera della moglie, l'uomo - in viaggio per affari - torna a casa e vede i due che stanno cenando insieme. Convinto di essere stato tradito, uccide la moglie. 
Il libro di Tolstoj entra nella storia perché Besuloff lo regala a Miriam e i due si mettono a leggerlo insieme. Lui glielo dà insieme a una lettera, prima di uccidersi. Più tardi, lei lo legge durante le sue crisi familiari e Celia la accusa che non avrà mai coraggio di seguire l'esempio del protagonista. 
La pubblicità del film annunciava che il film era basato sul romanzo di Tolstoj, mentre in effetti, il film è tratto dal lavoro teatrale di Jacob Gordin

## Produzione
Prodotto da William Fox Vaudeville Company (Fox Film Corporation).

## Distribuzione
Il copyright del film, richiesto da William Fox, fu registrato il 1º marzo 1915 con il numero LP6156. Il film uscì nelle sale statunitensi distribuito dalla Fox Film Corporation.
Non si conoscono copie ancora esistenti della pellicola che viene considerata presumibilmente perduta.